# Tour de Polonia 2016
La 73.ª edición de la competición ciclista Tour de Polonia se celebró en Polonia entre el 12 y el 18 de julio de 2016 sobre un recorrido de 1190 kilómetros. Comenzando en Radzymin y finalizando en la ciudad de Cracovia.
Hizo parte del UCI WorldTour 2016, siendo la decimonovena competición del calendario de máxima categoría mundial.
La carrera fue ganada por el corredor belga Tim Wellens del equipo Lotto Soudal, en segundo lugar Fabio Felline (Trek-Segafredo) y en tercer lugar Alberto Bettiol (Cannondale-Drapac).

## Equipos participantes
Tomaron parte en la carrera 25 equipos: los 18 UCI ProTeam (al tener asegurada y ser obligatoria su participación), más 6 equipos Profesionales Continentales invitados por la organización y una selección nacional. Cada formación estuvo integrada por 8 ciclistas, formando así un pelotón de 199 corredores (el máximo permitido en carreras ciclistas).
| Equipo                | Cód. UCI | Categoría               |
| --------------------- | -------- | ----------------------- |
| AG2R La Mondiale      | ALM      | UCI ProTeam             |
| Astana Pro Team       | AST      | UCI ProTeam             |
| BMC Racing Team       | BMC      | UCI ProTeam             |
| Cannondale            | CPT      | UCI ProTeam             |
| Dimension Data        | DDD      | UCI ProTeam             |
| Etixx-Quick Step      | EQS      | UCI ProTeam             |
| FDJ                   | FDJ      | UCI ProTeam             |
| IAM Cycling           | IAM      | UCI ProTeam             |
| Lampre-Merida         | LAM      | UCI ProTeam             |
| Lotto Soudal          | LTS      | UCI ProTeam             |
| Movistar Team         | MOV      | UCI ProTeam             |
| Orica-BikeExchange    | OBE      | UCI ProTeam             |
| Team Giant-Alpecin    | TGA      | UCI ProTeam             |
| Team Katusha          | KAT      | UCI ProTeam             |
| Team LottoNL-Jumbo    | TLJ      | UCI ProTeam             |
| Team Sky              | SKY      | UCI ProTeam             |
| Tinkoff               | TNK      | UCI ProTeam             |
| Trek-Segafredo        | TFS      | UCI ProTeam             |
| CCC Sprandi Polkowice | CCC      | Profesional Continental |
| Bardiani CSF          | BAR      | Profesional Continental |
| Gazprom-RusVelo       | GAZ      | Profesional Continental |
| ONE Pro Cycling       | ONE      | Profesional Continental |
| Team Novo Nordisk     | TNN      | Profesional Continental |
| Verva ActiveJet       | VAT      | Profesional Continental |
| Selección de Polonia  |          |                         |

## Etapas
El Tour de Polonia dispuso de siete etapas para un recorrido total de 1190 kilómetros.
| Etapa     | Fecha     | Recorrido                            | type                    | Distancia (km) | Ganador           | Líder             |
| --------- | --------- | ------------------------------------ | ----------------------- | -------------- | ----------------- | ----------------- |
| 1.ª etapa | 12 de jul | Radzymin – Varsovia                  | etapa llana             | 135            | Davide Martinelli | Davide Martinelli |
| 2.ª etapa | 13 de jul | Tarnowskie Góry – Katowice           | etapa llana             | 153            | Fernando Gaviria  | Fernando Gaviria  |
| 3.ª etapa | 14 de jul | Zawiercie – Nowy Sącz                | etapa de media montaña  | 240            | Niccolò Bonifazio | Fernando Gaviria  |
| 4.ª etapa | 15 de jul | Nowy Sącz – Resovia                  | etapa de media montaña  | 218            | Fernando Gaviria  | Fernando Gaviria  |
| 5.ª etapa | 16 de jul | Wieliczka – Zakopane                 | etapa de montaña        | 225            | Tim Wellens       | Tim Wellens       |
| 6.ª etapa | 17 de jul | Terma Bukovina – Bukowina Tatrzańska | etapa de montaña        | 194            | etapa cancelada   | Tim Wellens       |
| 7.ª etapa | 18 de jul | Cracovia – Cracovia                  | contrarreloj individual | 25             | Alex Dowsett      | Tim Wellens       |

## Desarrollo de la carrera

### 1.ª etapa
| Radzymin - Varsovia | etapa llana | (135 km) |

| \| Clasificación de la etapa \| Clasificación de la etapa \| Clasificación de la etapa \| Clasificación de la etapa \| Clasificación de la etapa \| \| Ciclista \| Ciclista \| Equipo \| Tiempo \| \| \| ------------------------- \| ------------------------- \| ------------------------- \| ------------------------- \| ------------------------- \| \| 1.º \| Davide Martinelli \| Etixx-Quick Step \| 3 h 01 min 10 s \| \| \| 2.º \| Fernando Gaviria \| Etixx-Quick Step \| + 0 s \| \| \| 3.º \| Caleb Ewan \| Orica-BikeExchange \| + 0 s \| \| \| 4.º \| Zdeněk Štybar \| Etixx-Quick Step \| + 0 s \| \| \| 5.º \| Moreno Hofland \| LottoNL-Jumbo \| + 0 s \| \| \| 6.º \| Philippe Gilbert \| BMC Racing Team \| + 0 s \| \| \| 7.º \| Kévin Réza \| FDJ \| + 0 s \| \| \| 8.º \| Michał Kwiatkowski \| Team Sky \| + 0 s \| \| \| 9.º \| Tim Wellens \| Lotto-Soudal \| + 0 s \| \| \| 10.º \| Sacha Modolo \| Lampre-Merida \| + 0 s \| \| |                    |                    |                 |
| |                    |                    |                 |
| Fuente: ProCyclingStats |                    |                    |                 |
| Clasificación de la etapa |                    |                    |                 |
| Ciclista | Ciclista           | Equipo             | Tiempo          |
| 1.º | Davide Martinelli  | Etixx-Quick Step   | 3 h 01 min 10 s |
| 2.º | Fernando Gaviria   | Etixx-Quick Step   | + 0 s           |
| 3.º | Caleb Ewan         | Orica-BikeExchange | + 0 s           |
| 4.º | Zdeněk Štybar      | Etixx-Quick Step   | + 0 s           |
| 5.º | Moreno Hofland     | LottoNL-Jumbo      | + 0 s           |
| 6.º | Philippe Gilbert   | BMC Racing Team    | + 0 s           |
| 7.º | Kévin Réza         | FDJ                | + 0 s           |
| 8.º | Michał Kwiatkowski | Team Sky           | + 0 s           |
| 9.º | Tim Wellens        | Lotto-Soudal       | + 0 s           |
| 10.º | Sacha Modolo       | Lampre-Merida      | + 0 s           |

| \| Clasificación general \| Clasificación general \| Clasificación general \| Clasificación general \| Clasificación general \| \| Ciclista \| Ciclista \| Equipo \| Tiempo \| \| \| --------------------- \| --------------------- \| --------------------- \| --------------------- \| --------------------- \| \| 1.º \| Davide Martinelli \| Etixx-Quick Step \| 3 h 01 min 00 s \| \| \| 2.º \| Fernando Gaviria \| Etixx-Quick Step \| + 4 s \| \| \| 3.º \| Caleb Ewan \| Orica-BikeExchange \| + 6 s \| \| \| 4.º \| Zdeněk Štybar \| Etixx-Quick Step \| + 10 s \| \| \| 5.º \| Moreno Hofland \| LottoNL-Jumbo \| + 10 s \| \| \| 6.º \| Philippe Gilbert \| BMC Racing Team \| + 10 s \| \| \| 7.º \| Kévin Réza \| FDJ \| + 10 s \| \| \| 8.º \| Michał Kwiatkowski \| Team Sky \| + 10 s \| \| \| 9.º \| Tim Wellens \| Lotto-Soudal \| + 10 s \| \| \| 10.º \| Sacha Modolo \| Lampre-Merida \| + 10 s \| \| |                    |                    |                 |
| |                    |                    |                 |
| Fuente: ProCyclingStats |                    |                    |                 |
| Clasificación general |                    |                    |                 |
| Ciclista | Ciclista           | Equipo             | Tiempo          |
| 1.º | Davide Martinelli  | Etixx-Quick Step   | 3 h 01 min 00 s |
| 2.º | Fernando Gaviria   | Etixx-Quick Step   | + 4 s           |
| 3.º | Caleb Ewan         | Orica-BikeExchange | + 6 s           |
| 4.º | Zdeněk Štybar      | Etixx-Quick Step   | + 10 s          |
| 5.º | Moreno Hofland     | LottoNL-Jumbo      | + 10 s          |
| 6.º | Philippe Gilbert   | BMC Racing Team    | + 10 s          |
| 7.º | Kévin Réza         | FDJ                | + 10 s          |
| 8.º | Michał Kwiatkowski | Team Sky           | + 10 s          |
| 9.º | Tim Wellens        | Lotto-Soudal       | + 10 s          |
| 10.º | Sacha Modolo       | Lampre-Merida      | + 10 s          |

### 2.ª etapa
| Tarnowskie Góry - Katowice | etapa llana | (153 km) |

| \| Clasificación de la etapa \| Clasificación de la etapa \| Clasificación de la etapa \| Clasificación de la etapa \| Clasificación de la etapa \| \| Ciclista \| Ciclista \| Equipo \| Tiempo \| \| \| ------------------------- \| ------------------------- \| ------------------------- \| ------------------------- \| ------------------------- \| \| 1.º \| Fernando Gaviria \| Etixx-Quick Step \| 3 h 19 min 30 s \| \| \| 2.º \| Elia Viviani \| Team Sky \| + 0 s \| \| \| 3.º \| Caleb Ewan \| Orica-BikeExchange \| + 0 s \| \| \| 4.º \| Kristian Sbaragli \| Dimension Data \| + 0 s \| \| \| 5.º \| Moreno Hofland \| LottoNL-Jumbo \| + 0 s \| \| \| 6.º \| Niccolò Bonifazio \| Trek-Segafredo \| + 0 s \| \| \| 7.º \| Heinrich Haussler \| IAM Cycling \| + 0 s \| \| \| 8.º \| Nikias Arndt \| Giant-Alpecin \| + 0 s \| \| \| 9.º \| Jasper De Buyst \| Lotto-Soudal \| + 0 s \| \| \| 10.º \| Kamil Zieliński \| Polonia \| + 0 s \| \| |                   |                    |                 |
| |                   |                    |                 |
| Fuente: ProCyclingStats |                   |                    |                 |
| Clasificación de la etapa |                   |                    |                 |
| Ciclista | Ciclista          | Equipo             | Tiempo          |
| 1.º | Fernando Gaviria  | Etixx-Quick Step   | 3 h 19 min 30 s |
| 2.º | Elia Viviani      | Team Sky           | + 0 s           |
| 3.º | Caleb Ewan        | Orica-BikeExchange | + 0 s           |
| 4.º | Kristian Sbaragli | Dimension Data     | + 0 s           |
| 5.º | Moreno Hofland    | LottoNL-Jumbo      | + 0 s           |
| 6.º | Niccolò Bonifazio | Trek-Segafredo     | + 0 s           |
| 7.º | Heinrich Haussler | IAM Cycling        | + 0 s           |
| 8.º | Nikias Arndt      | Giant-Alpecin      | + 0 s           |
| 9.º | Jasper De Buyst   | Lotto-Soudal       | + 0 s           |
| 10.º | Kamil Zieliński   | Polonia            | + 0 s           |

| \| Clasificación general \| Clasificación general \| Clasificación general \| Clasificación general \| Clasificación general \| \| Ciclista \| Ciclista \| Equipo \| Tiempo \| \| \| --------------------- \| --------------------- \| --------------------- \| --------------------- \| --------------------- \| \| 1.º \| Fernando Gaviria \| Etixx-Quick Step \| 6 h 20 min 24 s \| \| \| 2.º \| Davide Martinelli \| Etixx-Quick Step \| + 6 s \| \| \| 3.º \| Caleb Ewan \| Orica-BikeExchange \| + 8 s \| \| \| 4.º \| Diego Ulissi \| Lampre-Merida \| + 14 s \| \| \| 5.º \| Moreno Hofland \| LottoNL-Jumbo \| + 16 s \| \| \| 6.º \| Nikias Arndt \| Giant-Alpecin \| + 16 s \| \| \| 7.º \| Niccolò Bonifazio \| Trek-Segafredo \| + 16 s \| \| \| 8.º \| Lorrenzo Manzin \| FDJ \| + 16 s \| \| \| 9.º \| Michał Kwiatkowski \| Team Sky \| + 16 s \| \| \| 10.º \| Philippe Gilbert \| BMC Racing Team \| + 16 s \| \| |                    |                    |                 |
| |                    |                    |                 |
| Fuente: ProCyclingStats |                    |                    |                 |
| Clasificación general |                    |                    |                 |
| Ciclista | Ciclista           | Equipo             | Tiempo          |
| 1.º | Fernando Gaviria   | Etixx-Quick Step   | 6 h 20 min 24 s |
| 2.º | Davide Martinelli  | Etixx-Quick Step   | + 6 s           |
| 3.º | Caleb Ewan         | Orica-BikeExchange | + 8 s           |
| 4.º | Diego Ulissi       | Lampre-Merida      | + 14 s          |
| 5.º | Moreno Hofland     | LottoNL-Jumbo      | + 16 s          |
| 6.º | Nikias Arndt       | Giant-Alpecin      | + 16 s          |
| 7.º | Niccolò Bonifazio  | Trek-Segafredo     | + 16 s          |
| 8.º | Lorrenzo Manzin    | FDJ                | + 16 s          |
| 9.º | Michał Kwiatkowski | Team Sky           | + 16 s          |
| 10.º | Philippe Gilbert   | BMC Racing Team    | + 16 s          |

### 3.ª etapa
| Zawiercie - Nowy Sącz | etapa de media montaña | (240 km) |

| \| Clasificación de la etapa \| Clasificación de la etapa \| Clasificación de la etapa \| Clasificación de la etapa \| Clasificación de la etapa \| \| Ciclista \| Ciclista \| Equipo \| Tiempo \| \| \| ------------------------- \| ------------------------- \| ------------------------- \| ------------------------- \| ------------------------- \| \| 1.º \| Niccolò Bonifazio \| Trek-Segafredo \| 5 h 46 min 12 s \| \| \| 2.º \| Moreno Hofland \| LottoNL-Jumbo \| + 0 s \| \| \| 3.º \| Luka Mezgec \| Orica-BikeExchange \| + 0 s \| \| \| 4.º \| Heinrich Haussler \| IAM Cycling \| + 0 s \| \| \| 5.º \| Roman Maikin \| Gazprom-RusVelo \| + 0 s \| \| \| 6.º \| Kristian Sbaragli \| Dimension Data \| + 0 s \| \| \| 7.º \| Ruslan Tleubayev \| Astana \| + 0 s \| \| \| 8.º \| Loïc Vliegen \| BMC Racing Team \| + 0 s \| \| \| 9.º \| Sacha Modolo \| Lampre-Merida \| + 0 s \| \| \| 10.º \| Koen De Kort \| Giant-Alpecin \| + 0 s \| \| |                   |                    |                 |
| |                   |                    |                 |
| Fuente: ProCyclingStats |                   |                    |                 |
| Clasificación de la etapa |                   |                    |                 |
| Ciclista | Ciclista          | Equipo             | Tiempo          |
| 1.º | Niccolò Bonifazio | Trek-Segafredo     | 5 h 46 min 12 s |
| 2.º | Moreno Hofland    | LottoNL-Jumbo      | + 0 s           |
| 3.º | Luka Mezgec       | Orica-BikeExchange | + 0 s           |
| 4.º | Heinrich Haussler | IAM Cycling        | + 0 s           |
| 5.º | Roman Maikin      | Gazprom-RusVelo    | + 0 s           |
| 6.º | Kristian Sbaragli | Dimension Data     | + 0 s           |
| 7.º | Ruslan Tleubayev  | Astana             | + 0 s           |
| 8.º | Loïc Vliegen      | BMC Racing Team    | + 0 s           |
| 9.º | Sacha Modolo      | Lampre-Merida      | + 0 s           |
| 10.º | Koen De Kort      | Giant-Alpecin      | + 0 s           |

| \| Clasificación general \| Clasificación general \| Clasificación general \| Clasificación general \| Clasificación general \| \| Ciclista \| Ciclista \| Equipo \| Tiempo \| \| \| --------------------- \| --------------------- \| --------------------- \| --------------------- \| --------------------- \| \| 1.º \| Fernando Gaviria \| Etixx-Quick Step \| 12 h 06 min 36 s \| \| \| 2.º \| Niccolò Bonifazio \| Trek-Segafredo \| + 6 s \| \| \| 3.º \| Caleb Ewan \| Orica-BikeExchange \| + 8 s \| \| \| 4.º \| Moreno Hofland \| LottoNL-Jumbo \| + 10 s \| \| \| 5.º \| Diego Ulissi \| Lampre-Merida \| + 14 s \| \| \| 6.º \| Roman Maikin \| Gazprom-RusVelo \| + 16 s \| \| \| 7.º \| Lorrenzo Manzin \| FDJ \| + 16 s \| \| \| 8.º \| Sacha Modolo \| Lampre-Merida \| + 16 s \| \| \| 9.º \| Heinrich Haussler \| IAM Cycling \| + 16 s \| \| \| 10.º \| Michał Kwiatkowski \| Team Sky \| + 16 s \| \| |                    |                    |                  |
| |                    |                    |                  |
| Fuente: ProCyclingStats |                    |                    |                  |
| Clasificación general |                    |                    |                  |
| Ciclista | Ciclista           | Equipo             | Tiempo           |
| 1.º | Fernando Gaviria   | Etixx-Quick Step   | 12 h 06 min 36 s |
| 2.º | Niccolò Bonifazio  | Trek-Segafredo     | + 6 s            |
| 3.º | Caleb Ewan         | Orica-BikeExchange | + 8 s            |
| 4.º | Moreno Hofland     | LottoNL-Jumbo      | + 10 s           |
| 5.º | Diego Ulissi       | Lampre-Merida      | + 14 s           |
| 6.º | Roman Maikin       | Gazprom-RusVelo    | + 16 s           |
| 7.º | Lorrenzo Manzin    | FDJ                | + 16 s           |
| 8.º | Sacha Modolo       | Lampre-Merida      | + 16 s           |
| 9.º | Heinrich Haussler  | IAM Cycling        | + 16 s           |
| 10.º | Michał Kwiatkowski | Team Sky           | + 16 s           |

### 4.ª etapa
| Nowy Sącz - Resovia | etapa de media montaña | (218 km) |

| \| Clasificación de la etapa \| Clasificación de la etapa \| Clasificación de la etapa \| Clasificación de la etapa \| Clasificación de la etapa \| \| Ciclista \| Ciclista \| Equipo \| Tiempo \| \| \| ------------------------- \| ------------------------- \| ------------------------- \| ------------------------- \| ------------------------- \| \| 1.º \| Fernando Gaviria \| Etixx-Quick Step \| 5 h 12 min 56 s \| \| \| 2.º \| Luka Mezgec \| Orica-BikeExchange \| + 0 s \| \| \| 3.º \| Michał Kwiatkowski \| Team Sky \| + 0 s \| \| \| 4.º \| Heinrich Haussler \| IAM Cycling \| + 0 s \| \| \| 5.º \| Boy van Poppel \| Trek-Segafredo \| + 0 s \| \| \| 6.º \| Zico Waeytens \| Giant-Alpecin \| + 0 s \| \| \| 7.º \| Tiesj Benoot \| Lotto-Soudal \| + 0 s \| \| \| 8.º \| Enrico Battaglin \| LottoNL-Jumbo \| + 0 s \| \| \| 9.º \| Kristian Sbaragli \| Dimension Data \| + 0 s \| \| \| 10.º \| Kévin Réza \| FDJ \| + 0 s \| \| |                    |                    |                 |
| |                    |                    |                 |
| |                    |                    |                 |
| Clasificación de la etapa |                    |                    |                 |
| Ciclista | Ciclista           | Equipo             | Tiempo          |
| 1.º | Fernando Gaviria   | Etixx-Quick Step   | 5 h 12 min 56 s |
| 2.º | Luka Mezgec        | Orica-BikeExchange | + 0 s           |
| 3.º | Michał Kwiatkowski | Team Sky           | + 0 s           |
| 4.º | Heinrich Haussler  | IAM Cycling        | + 0 s           |
| 5.º | Boy van Poppel     | Trek-Segafredo     | + 0 s           |
| 6.º | Zico Waeytens      | Giant-Alpecin      | + 0 s           |
| 7.º | Tiesj Benoot       | Lotto-Soudal       | + 0 s           |
| 8.º | Enrico Battaglin   | LottoNL-Jumbo      | + 0 s           |
| 9.º | Kristian Sbaragli  | Dimension Data     | + 0 s           |
| 10.º | Kévin Réza         | FDJ                | + 0 s           |

| \| Clasificación general \| Clasificación general \| Clasificación general \| Clasificación general \| Clasificación general \| \| Ciclista \| Ciclista \| Equipo \| Tiempo \| \| \| --------------------- \| --------------------- \| --------------------- \| --------------------- \| --------------------- \| \| 1.º \| Fernando Gaviria \| Etixx-Quick Step \| 17 h 19 min 22 s \| \| \| 2.º \| Michał Kwiatkowski \| Team Sky \| + 19 s \| \| \| 3.º \| Diego Ulissi \| Lampre-Merida \| + 22 s \| \| \| 4.º \| Tim Wellens \| Lotto-Soudal \| + 25 s \| \| \| 5.º \| Heinrich Haussler \| IAM Cycling \| + 26 s \| \| \| 6.º \| Roman Maikin \| Gazprom-RusVelo \| + 26 s \| \| \| 7.º \| Sacha Modolo \| Lampre-Merida \| + 26 s \| \| \| 8.º \| Floris Gerts \| BMC Racing Team \| + 26 s \| \| \| 9.º \| Philippe Gilbert \| BMC Racing Team \| + 26 s \| \| \| 10.º \| Kamil Zieliński \| Polonia \| + 26 s \| \| |                    |                  |                  |
| |                    |                  |                  |
| |                    |                  |                  |
| Clasificación general |                    |                  |                  |
| Ciclista | Ciclista           | Equipo           | Tiempo           |
| 1.º | Fernando Gaviria   | Etixx-Quick Step | 17 h 19 min 22 s |
| 2.º | Michał Kwiatkowski | Team Sky         | + 19 s           |
| 3.º | Diego Ulissi       | Lampre-Merida    | + 22 s           |
| 4.º | Tim Wellens        | Lotto-Soudal     | + 25 s           |
| 5.º | Heinrich Haussler  | IAM Cycling      | + 26 s           |
| 6.º | Roman Maikin       | Gazprom-RusVelo  | + 26 s           |
| 7.º | Sacha Modolo       | Lampre-Merida    | + 26 s           |
| 8.º | Floris Gerts       | BMC Racing Team  | + 26 s           |
| 9.º | Philippe Gilbert   | BMC Racing Team  | + 26 s           |
| 10.º | Kamil Zieliński    | Polonia          | + 26 s           |

### 5.ª etapa
| Wieliczka - Zakopane | etapa de montaña | (225 km) |

| \| Clasificación de la etapa \| Clasificación de la etapa \| Clasificación de la etapa \| Clasificación de la etapa \| Clasificación de la etapa \| \| Ciclista \| Ciclista \| Equipo \| Tiempo \| \| \| ------------------------- \| ------------------------- \| ------------------------- \| ------------------------- \| ------------------------- \| \| 1.º \| Tim Wellens \| Lotto-Soudal \| 5 h 57 min 22 s \| \| \| 2.º \| Davide Formolo \| Cannondale-Drapac \| + 3 min 48 s \| \| \| 3.º \| Tiesj Benoot \| Lotto-Soudal \| + 4 min 37 s \| \| \| 4.º \| Fabio Felline \| Trek-Segafredo \| + 4 min 38 s \| \| \| 5.º \| Alberto Bettiol \| Cannondale-Drapac \| + 4 min 49 s \| \| \| 6.º \| Lawrence Warbasse \| IAM Cycling \| + 5 min 12 s \| \| \| 7.º \| Andrey Zeits \| Astana \| + 5 min 12 s \| \| \| 8.º \| Rubén Fernández Andújar \| Movistar Team \| + 5 min 27 s \| \| \| 9.º \| Matvey Mamykin \| Katusha \| + 5 min 32 s \| \| \| 10.º \| Davide Villella \| Cannondale-Drapac \| + 5 min 59 s \| \| |                         |                   |                 |
| |                         |                   |                 |
| Fuente: ProCyclingStats |                         |                   |                 |
| Clasificación de la etapa |                         |                   |                 |
| Ciclista | Ciclista                | Equipo            | Tiempo          |
| 1.º | Tim Wellens             | Lotto-Soudal      | 5 h 57 min 22 s |
| 2.º | Davide Formolo          | Cannondale-Drapac | + 3 min 48 s    |
| 3.º | Tiesj Benoot            | Lotto-Soudal      | + 4 min 37 s    |
| 4.º | Fabio Felline           | Trek-Segafredo    | + 4 min 38 s    |
| 5.º | Alberto Bettiol         | Cannondale-Drapac | + 4 min 49 s    |
| 6.º | Lawrence Warbasse       | IAM Cycling       | + 5 min 12 s    |
| 7.º | Andrey Zeits            | Astana            | + 5 min 12 s    |
| 8.º | Rubén Fernández Andújar | Movistar Team     | + 5 min 27 s    |
| 9.º | Matvey Mamykin          | Katusha           | + 5 min 32 s    |
| 10.º | Davide Villella         | Cannondale-Drapac | + 5 min 59 s    |

| \| Clasificación general \| Clasificación general \| Clasificación general \| Clasificación general \| Clasificación general \| \| Ciclista \| Ciclista \| Equipo \| Tiempo \| \| \| --------------------- \| ----------------------- \| --------------------- \| --------------------- \| --------------------- \| \| 1.º \| Tim Wellens \| Lotto-Soudal \| 23 h 16 min 53 s \| \| \| 2.º \| Davide Formolo \| Cannondale-Drapac \| + 4 min 05 s \| \| \| 3.º \| Tiesj Benoot \| Lotto-Soudal \| + 4 min 50 s \| \| \| 4.º \| Fabio Felline \| Trek-Segafredo \| + 5 min 04 s \| \| \| 5.º \| Alberto Bettiol \| Cannondale-Drapac \| + 5 min 12 s \| \| \| 6.º \| Andrey Zeits \| Astana \| + 5 min 29 s \| \| \| 7.º \| Lawrence Warbasse \| IAM Cycling \| + 5 min 38 s \| \| \| 8.º \| Rubén Fernández Andújar \| Movistar Team \| + 5 min 44 s \| \| \| 9.º \| Dario Cataldo \| Astana \| + 6 min 16 s \| \| \| 10.º \| Davide Villella \| Cannondale-Drapac \| + 6 min 25 s \| \| |                         |                   |                  |
| |                         |                   |                  |
| Fuente: ProCyclingStats |                         |                   |                  |
| Clasificación general |                         |                   |                  |
| Ciclista | Ciclista                | Equipo            | Tiempo           |
| 1.º | Tim Wellens             | Lotto-Soudal      | 23 h 16 min 53 s |
| 2.º | Davide Formolo          | Cannondale-Drapac | + 4 min 05 s     |
| 3.º | Tiesj Benoot            | Lotto-Soudal      | + 4 min 50 s     |
| 4.º | Fabio Felline           | Trek-Segafredo    | + 5 min 04 s     |
| 5.º | Alberto Bettiol         | Cannondale-Drapac | + 5 min 12 s     |
| 6.º | Andrey Zeits            | Astana            | + 5 min 29 s     |
| 7.º | Lawrence Warbasse       | IAM Cycling       | + 5 min 38 s     |
| 8.º | Rubén Fernández Andújar | Movistar Team     | + 5 min 44 s     |
| 9.º | Dario Cataldo           | Astana            | + 6 min 16 s     |
| 10.º | Davide Villella         | Cannondale-Drapac | + 6 min 25 s     |

### 6.ª etapa
| Terma Bukovina - Bukowina Tatrzańska | etapa de montaña | (194 km) |

- Etapa anulada por condiciones climáticas

### 7.ª etapa
| Cracovia - Cracovia | contrarreloj individual | (25 km) |

| \| Clasificación de la etapa \| Clasificación de la etapa \| Clasificación de la etapa \| Clasificación de la etapa \| Clasificación de la etapa \| \| Ciclista \| Ciclista \| Equipo \| Tiempo \| \| \| ------------------------- \| ------------------------- \| ------------------------- \| ------------------------- \| ------------------------- \| \| 1.º \| Alex Dowsett \| Movistar Team \| 28 min 59 s \| \| \| 2.º \| Jonathan Castroviejo \| Movistar Team \| + 22 s \| \| \| 3.º \| Primož Roglič \| LottoNL-Jumbo \| + 39 s \| \| \| 4.º \| Ben Hermans \| BMC Racing Team \| + 41 s \| \| \| 5.º \| Victor Campenaerts \| LottoNL-Jumbo \| + 48 s \| \| \| 6.º \| Fabio Felline \| Trek-Segafredo \| + 49 s \| \| \| 7.º \| Svein Tuft \| Orica-BikeExchange \| + 1 min 11 s \| \| \| 8.º \| Alberto Bettiol \| Cannondale-Drapac \| + 1 min 13 s \| \| \| 9.º \| Daniele Bennati \| Tinkoff \| + 1 min 19 s \| \| \| 10.º \| Víctor de la Parte \| CCC Sprandi Polkowice \| + 1 min 21 s \| \| |                      |                       |              |
| |                      |                       |              |
| Fuente: ProCyclingStats |                      |                       |              |
| Clasificación de la etapa |                      |                       |              |
| Ciclista | Ciclista             | Equipo                | Tiempo       |
| 1.º | Alex Dowsett         | Movistar Team         | 28 min 59 s  |
| 2.º | Jonathan Castroviejo | Movistar Team         | + 22 s       |
| 3.º | Primož Roglič        | LottoNL-Jumbo         | + 39 s       |
| 4.º | Ben Hermans          | BMC Racing Team       | + 41 s       |
| 5.º | Victor Campenaerts   | LottoNL-Jumbo         | + 48 s       |
| 6.º | Fabio Felline        | Trek-Segafredo        | + 49 s       |
| 7.º | Svein Tuft           | Orica-BikeExchange    | + 1 min 11 s |
| 8.º | Alberto Bettiol      | Cannondale-Drapac     | + 1 min 13 s |
| 9.º | Daniele Bennati      | Tinkoff               | + 1 min 19 s |
| 10.º | Víctor de la Parte   | CCC Sprandi Polkowice | + 1 min 21 s |

| \| Clasificación general \| Clasificación general \| Clasificación general \| Clasificación general \| Clasificación general \| \| Ciclista \| Ciclista \| Equipo \| Tiempo \| \| \| --------------------- \| ----------------------- \| --------------------- \| --------------------- \| --------------------- \| \| 1.º \| Tim Wellens \| Lotto-Soudal \| 23 h 47 min 23 s \| \| \| 2.º \| Fabio Felline \| Trek-Segafredo \| + 4 min 22 s \| \| \| 3.º \| Alberto Bettiol \| Cannondale-Drapac \| + 4 min 54 s \| \| \| 4.º \| Davide Formolo \| Cannondale-Drapac \| + 5 min 06 s \| \| \| 5.º \| Tiesj Benoot \| Lotto-Soudal \| + 5 min 22 s \| \| \| 6.º \| Rubén Fernández Andújar \| Movistar Team \| + 5 min 45 s \| \| \| 7.º \| Lawrence Warbasse \| IAM Cycling \| + 5 min 47 s \| \| \| 8.º \| Andrey Zeits \| Astana \| + 6 min 08 s \| \| \| 9.º \| Dario Cataldo \| Astana \| + 6 min 20 s \| \| \| 10.º \| Davide Villella \| Cannondale-Drapac \| + 8 min 01 s \| \| |                         |                   |                  |
| |                         |                   |                  |
| Fuente: ProCyclingStats |                         |                   |                  |
| Clasificación general |                         |                   |                  |
| Ciclista | Ciclista                | Equipo            | Tiempo           |
| 1.º | Tim Wellens             | Lotto-Soudal      | 23 h 47 min 23 s |
| 2.º | Fabio Felline           | Trek-Segafredo    | + 4 min 22 s     |
| 3.º | Alberto Bettiol         | Cannondale-Drapac | + 4 min 54 s     |
| 4.º | Davide Formolo          | Cannondale-Drapac | + 5 min 06 s     |
| 5.º | Tiesj Benoot            | Lotto-Soudal      | + 5 min 22 s     |
| 6.º | Rubén Fernández Andújar | Movistar Team     | + 5 min 45 s     |
| 7.º | Lawrence Warbasse       | IAM Cycling       | + 5 min 47 s     |
| 8.º | Andrey Zeits            | Astana            | + 6 min 08 s     |
| 9.º | Dario Cataldo           | Astana            | + 6 min 20 s     |
| 10.º | Davide Villella         | Cannondale-Drapac | + 8 min 01 s     |

## Clasificaciones finales
- Las clasificaciones finalizaron de la siguiente forma:[6]

### Clasificación general
| \| Clasificación general \| Clasificación general \| Clasificación general \| Clasificación general \| Clasificación general \| \| Ciclista \| Ciclista \| Equipo \| Tiempo \| \| \| --------------------- \| ----------------------- \| --------------------- \| --------------------- \| --------------------- \| \| 1.º \| Tim Wellens \| Lotto-Soudal \| 23 h 47 min 23 s \| \| \| 2.º \| Fabio Felline \| Trek-Segafredo \| + 4 min 22 s \| \| \| 3.º \| Alberto Bettiol \| Cannondale-Drapac \| + 4 min 54 s \| \| \| 4.º \| Davide Formolo \| Cannondale-Drapac \| + 5 min 06 s \| \| \| 5.º \| Tiesj Benoot \| Lotto-Soudal \| + 5 min 22 s \| \| \| 6.º \| Rubén Fernández Andújar \| Movistar Team \| + 5 min 45 s \| \| \| 7.º \| Lawrence Warbasse \| IAM Cycling \| + 5 min 47 s \| \| \| 8.º \| Andrey Zeits \| Astana \| + 6 min 08 s \| \| \| 9.º \| Dario Cataldo \| Astana \| + 6 min 20 s \| \| \| 10.º \| Davide Villella \| Cannondale-Drapac \| + 8 min 01 s \| \| |                         |                   |                  |
| |                         |                   |                  |
| Fuente: ProCyclingStats |                         |                   |                  |
| Clasificación general |                         |                   |                  |
| Ciclista | Ciclista                | Equipo            | Tiempo           |
| 1.º | Tim Wellens             | Lotto-Soudal      | 23 h 47 min 23 s |
| 2.º | Fabio Felline           | Trek-Segafredo    | + 4 min 22 s     |
| 3.º | Alberto Bettiol         | Cannondale-Drapac | + 4 min 54 s     |
| 4.º | Davide Formolo          | Cannondale-Drapac | + 5 min 06 s     |
| 5.º | Tiesj Benoot            | Lotto-Soudal      | + 5 min 22 s     |
| 6.º | Rubén Fernández Andújar | Movistar Team     | + 5 min 45 s     |
| 7.º | Lawrence Warbasse       | IAM Cycling       | + 5 min 47 s     |
| 8.º | Andrey Zeits            | Astana            | + 6 min 08 s     |
| 9.º | Dario Cataldo           | Astana            | + 6 min 20 s     |
| 10.º | Davide Villella         | Cannondale-Drapac | + 8 min 01 s     |

### Clasificación de la montaña
| Clasificación de la montaña |                   |                   |        |
| Ciclista                    | Ciclista          | Equipo            | Puntos |
| --------------------------- | ----------------- | ----------------- | ------ |
| 1.º                         | Tim Wellens       | Lotto Soudal      | 59     |
| 2.º                         | Alberto Bettiol   | Cannondale-Drapac | 34     |
| 3.º                         | Paweł Cieślik     | Verva ActiveJet   | 30     |
| 4.º                         | Maxime Monfort    | Lotto Soudal      | 19     |
| 5.º                         | Giovanni Visconti | Movistar          | 18     |

### Clasificación por puntos
| Clasificación por puntos |                    |                   |        |
| Ciclista                 | Ciclista           | Equipo            | Puntos |
| ------------------------ | ------------------ | ----------------- | ------ |
| 1.º                      | Alberto Bettiol    | Cannondale-Drapac | 53     |
| 2.º                      | Moreno Hofland     | Lotto NL-Jumbo    | 51     |
| 3.º                      | Tiesj Benoot       | Lotto Soudal      | 41     |
| 4.º                      | Tim Wellens        | Lotto Soudal      | 40     |
| 5.º                      | Michał Kwiatkowski | Sky               | 34     |

### Clasificación de las metas volantes
| Clasificación de las metas volantes |                    |                    |        |
| Ciclista                            | Ciclista           | Equipo             | Puntos |
| ----------------------------------- | ------------------ | ------------------ | ------ |
| 1.º                                 | Tim Wellens        | Lotto Soudal       | 7      |
| 2.º                                 | Jonas Koch         | Verva Activijet    | 7      |
| 3.º                                 | Diego Ulissi       | Lampre-Merida      | 4      |
| 4.º                                 | Simon Yates        | Orica-BikeExchange | 3      |
| 5.º                                 | Michał Kwiatkowski | Sky                | 3      |

### Clasificación por equipos
| Clasificación por equipos |              |                  |
| Equipo                    | Equipo       | Tiempo           |
| ------------------------- | ------------ | ---------------- |
| 1.º                       | Lotto Soudal | 71 h 35 min 07 s |
| 2.º                       | Movistar     | a 16 min 35 s    |
| 3.º                       | BMC          | a 23 min 06 s    |

## Evolución de las clasificaciones
| Etapa                   | Vencedor                | Clasificación general | Clasificación de la montaña | Clasificación por puntos | Clasificación de las metas volantes | Clasificación por equipos |
| ----------------------- | ----------------------- | --------------------- | --------------------------- | ------------------------ | ----------------------------------- | ------------------------- |
| 1.ª                     | Davide Martinelli       | Davide Martinelli     | Jarosław Marycz             | Davide Martinelli        | Marc Fournier                       | Etixx-Quick Step          |
| 2.ª                     | Fernando Gaviria        | Fernando Gaviria      | Jarosław Marycz             | Fernando Gaviria         | Jonas Koch                          | Team Sky                  |
| 3.ª                     | Niccolò Bonifazio       | Fernando Gaviria      | Kamil Gradek                | Moreno Hofland           | Jonas Koch                          | Team Sky                  |
| 4.ª                     | Fernando Gaviria        | Fernando Gaviria      | Alessandro Tonelli          | Fernando Gaviria         | Jonas Koch                          | Team Sky                  |
| 5.ª                     | Tim Wellens             | Tim Wellens           | Tim Wellens                 | Moreno Hofland           | Tim Wellens                         | Lotto Soudal              |
| 6.ª                     | etapa cancelada         | Tim Wellens           | Tim Wellens                 | Moreno Hofland           | Tim Wellens                         | Lotto Soudal              |
| 7.ª                     | Alex Dowsett            | Tim Wellens           | Tim Wellens                 | Alberto Bettiol          | Tim Wellens                         | Lotto Soudal              |
| Clasificaciones finales | Clasificaciones finales | Tim Wellens           | Tim Wellens                 | Alberto Bettiol          | Tim Wellens                         | Lotto Soudal              |

## UCI World Tour
El Tour de Polonia otorga puntos para el UCI WorldTour 2016 para corredores de equipos en las categorías UCI ProTeam, Profesional Continental y Equipos Continentales. La siguiente tabla corresponde al baremo de puntuación:
| Posición              | 1.ª | 2.ª | 3.ª | 4.ª | 5.ª | 6.ª | 7.ª | 8.ª | 9.ª | 10.ª |
| Clasificación general | 100 | 80  | 70  | 60  | 50  | 40  | 30  | 20  | 10  | 4    |
| Por etapa             | 6   | 4   | 2   | 1   | 1   |     |     |     |     |      |

| Clasificación | Clasificación    | Clasificación      | Clasificación | Clasificación | Clasificación |
| Posición      | Ciclista         | Equipo             | General       | Etapa         | Total         |
| ------------- | ---------------- | ------------------ | ------------- | ------------- | ------------- |
| 1.º           | Tim Wellens      | Lotto Soudal       | 100           | 6             | 106           |
| 2.º           | Fabio Felline    | Trek-Segafredo     | 80            | 1             | 81            |
| 3.º           | Alberto Bettiol  | Cannnondale-Drapac | 70            | 1             | 71            |
| 4.º           | Davide Formolo   | Cannnondale-Drapac | 60            | 4             | 64            |
| 5.º           | Tiesj Benoot     | Lotto Soudal       | 50            | 2             | 52            |
| 6.º           | Rubén Fernández  | Movistar Team      | 40            | 0             | 40            |
| 7.º           | Larry Warbasse   | IAM Cycling        | 30            | 0             | 30            |
| 8.º           | Andrey Zeits     | Astana Pro Team    | 20            | 0             | 20            |
| 9.º           | Fernando Gaviria | Etixx-Quick Step   | 0             | 16            | 16            |
| 10.º          | Dario Cataldo    | Astana Pro Team    | 10            | 0             | 10            |

Además, también otorgó puntos para el UCI World Ranking (clasificación global de todas las carreras internacionales).
| Posición              | 1º  | 2º  | 3º  | 4º  | 5º  | 6º  | 7º  | 8º  | 9º | 10º |
| Clasificación general | 400 | 320 | 260 | 220 | 180 | 140 | 120 | 100 | 80 | 68  |
| Por etapa             | 50  | 20  | 8   |     |     |     |     |     |    |     |
| Líder                 | 8   |     |     |     |     |     |     |     |    |     |

| Clasificación | Clasificación    | Clasificación      | Clasificación | Clasificación | Clasificación | Clasificación |
| Posición      | Ciclista         | Equipo             | General       | Etapa         | Líder         | Total         |
| ------------- | ---------------- | ------------------ | ------------- | ------------- | ------------- | ------------- |
| 1.º           | Tim Wellens      | Lotto Soudal       | 400           | 50            | 24            | 474           |
| 2.º           | Fabio Felline    | Trek-Segafredo     | 320           | -             | -             | 320           |
| 3.º           | Alberto Bettiol  | Cannnondale-Drapac | 260           | -             | -             | 260           |
| 4.º           | Davide Formolo   | Cannnondale-Drapac | 220           | 20            | -             | 240           |
| 5.º           | Tiesj Benoot     | Lotto Soudal       | 180           | 8             | -             | 188           |
| 6.º           | Fernando Gaviria | Etixx-Quick Step   | -             | 120           | 24            | 144           |
| 7.º           | Rubén Fernández  | Movistar Team      | 140           | -             | -             | 140           |
| 8.º           | Larry Warbasse   | IAM Cycling        | 120           | -             | -             | 120           |
| 9.º           | Andrey Zeits     | Astana Pro Team    | 100           | -             | -             | 100           |
| 10.º          | Dario Cataldo    | Astana Pro Team    | 80            | -             | -             | 80            |